# پل دریاسالار
پل دریاسالار (به ایتالیایی: Ponte dell'Ammiraglio) یک پل قرون وسطایی در پالرمو است که در میدان اسکافا واقع شده‌است. این بنا بر روی رودخانه اورتو در دوران پادشاهی نورمن سیسیل توسط امیرالامرا، جرج انطاکیه ساخته شد. در سال ۲۰۱۵، به عنوان بخشی از مجموعه‌ای از ۹ بنای مدنی و مذهبی که با نام پالرموی عرب-نورمن و کلیساهای جامع چفالو و مونرئاله ثبت شدند، به عنوان میراث جهانی یونسکو فهرست شدند.

## تاریخ
بنا بر یک افسانه، این پل در مکانی قرار دارد که میکائیل پیش کنت نورمن راجر اول سیسیلی ظاهر شد و به او کمک کرد تا پالرمو را که در آن زمان یک سنگر اسلامی بود فتح کند. این پل در سال ۱۱۳۱، یک سال پس از تاج‌گذاری راجر دوم به عنوان نخستین پادشاه سیسیل تکمیل شد. نظارت بر ساخت و ساز توسط دریاسالار جرج انطاکیه، قدرتمندترین مرد پادشاهی پس از راجر دوم انجام شد. این پل وظیفه اتصال پایتخت را به باغ‌های سلطنتی واقع در سراسر رودخانه اورتو، مانند بوستان فاوارا، داشت. حتی در حال حاضر، این سازه نمادی را نشان می‌دهد که مرکز تاریخی را به محله پیرامونی برانکاچیو متصل می‌کند.